# Электроводонагреватель
Электроводонагрева́тель — электрический водонагреватель, устройство для нагрева воды за счёт энергии, получаемой из электросети, (тепловое действие тока) с целью последующего использования в технологических, хозяйственных, санитарно-гигиенических или бытовых целях.
Во многих странах Европы устанавливаемые индивидуально в квартирах электроводонагреватели заменяют собой отсутствующее централизованное горячее водоснабжение. В России и странах СНГ электроводонагреватели обычно используются в индивидуальном жилищном строительстве при отсутствии централизованного газоснабжения, а также как резервный источник горячей воды в период летних профилактических отключений.
Преимуществами электроводонагревателей являются автоматизация процесса работы, возможность установки в любом здании (необходима только электрификация), взрывобезопасность, меньшая пожароопасность по сравнению с газовыми и твердотопливными водонагревателями, отсутствие опасности отравления газом или продуктами сгорания. Однако электроводонагреватели, особенно проточные, требуют достаточно мощных линий, а электроэнергия обычно стоит значительно дороже, чем газ или иные сгораемые виды топлива.
По устройству электроводонагреватели делятся на накопительные и проточные.

## Накопительные электроводонагреватели
Накопительный (ёмкостной) водонагреватель, или бойлер (от англ. boiler) представляет собой сравнительно большую ёмкость с размещённым в ней или, реже, под ней, источником тепла. Чаще всего в роли источника тепла выступает ТЭН.
Водонагревательная ёмкость снаружи защищена слоем теплоизоляции и защитным кожухом. Стандартная толщина — 50 мм для небольших ёмкостей (до примерно 200 л), 100 мм — для больших ёмкостей. Теплоизоляцию традиционно изготавливают из жесткого вспененного полиуретана (жесткая) или поролона (мягкая, съёмная). В водонагревателях больших объёмов (от 1000 л) теплоизоляция обычно поставляется отдельно от бака, это позволяет уменьшить габариты изделия (для облегчения его транспортировки).
Снаружи к нагревательному элементу подсоединяется пульт управления, обязательно включающий управление температурой. Обычно это биметаллический термостат. Диапазон установки температуры на термостате: от 30 до 85 °C. В зависимости от производителя и модели допустимый диапазон может меняться.

### Электроводонагреватели закрытого типа (напорные, высокого давления)
Такие водонагреватели постоянно подключены к водопроводной сети, внутренняя ёмкость постоянно находится под её давлением.
Бойлер закрытого типа можно использовать в системе централизованного водоснабжения нескольких водоразборных точек, при этом допускается использование как обычной водоразборной арматуры (однорычажных и двухвентильных смесителей), так и спецсмесителей для водонагревателей открытого типа.
Для того, чтобы избежать повреждения ёмкости из-за повышения давления, возникающего в результате расширения воды при нагреве, вместе с бойлером может применяться бак-экспанзомат (расширительный бак) или группа безопасности, состоящая из предохранительного, сбросного и обратного клапанов, при необходимости также дополняется редуктором давления, манометром, термосмесителем. При повышении давления выше номинального значения предохранительного клапана открывается пружинная задвижка, и лишняя вода стравливается в канализацию. Обратный клапан необходим для исключения слива воды в подающую магистраль и перегрева тэна. Группа безопасности размещается на подающем патрубке непосредственно на входе в бойлер.
Материалом для изготовления водонагревательной ёмкости могут служить: сталь, покрытая эмалью; нержавеющая сталь; в редких случаях медь и другие металлы. В стальных баках для предотвращения коррозии применяется, помимо эмалирования, катодная защита на основании жертвенного анода, как правило, из магния или цинка, или анода с внешним питанием.

### Электроводонагреватели открытого типа (безнапорные, низкого давления)
Водонагреватель открытого типа может снабжать только одну водоразборную точку и только посредством специальной водоразборной арматуры (спецсмеситель). Основным принципом действия такой арматуры является перекрывание сетевой воды, находящейся под давлением, не на выходе, а на входе в бойлер. Это позволяет изготавливать ёмкость из менее прочных материалов, чаще всего пластмассы. Спецсмеситель также выполняет функцию группы безопасности, стравливая в раковину избыточную воду при расширении во время нагрева.
Бойлеры открытого типа с группой безопасности и расширительным баком работать не могут: под постоянным подпором холодной воды нагревательная ёмкость вздуется и лопнет. Кроме того, у таких водонагревателей – часто отключение идёт по входному давлению, а не по выходному. Таким образом, установленный после водонагревателя обычный кран или смеситель (что категорически запрещено инструкцией по установке!) – может вызвать в случае своего закрытия продолжение работы водонагревателя без протока воды, что может создать опасную ситуацию.
Материалом для изготовления водонагревательной ёмкости могут служить: пластмасса, медь.

### Принцип действия
При открытии крана нагретая в водонагревательной ёмкости вода поступает в водоразборную сеть, постепенно замещаясь в баке холодной водой. Когда запас горячей воды исчерпывается, и из крана начинает идти уже прохладная вода, нужно подождать, пока бойлер вновь прогреется. Нагрев включается, когда термодатчик регистрирует в баке температуру ниже установленной, независимо от наличия или отсутствия водоразбора.
Понятие «безнапорный электроводонагреватель» вовсе не означает, что ёмкость можно предварительно заполнить, а затем отключить от источника водоснабжения и расходовать воду до тех пор, пока бак не опустошится. При открытии крана эта вода поступает в водоразборную сеть, постепенно замещаясь в баке холодной водой.
Для того, чтобы водоразбор состоялся, и горячая вода полилась из бака, холодная вода должна подаваться в ёмкость под давлением. При этом сам бак будет полностью заполнен водой в любой момент времени. Если напор на входе отсутствует, вода физически не сможет выйти наружу, так как трубка для выхода горячей воды (9) открывается в самой верхней точке бойлера (несмотря на то, что с внешней стороны водонагревателя штуцер горячей воды может находиться где угодно, даже в днище бака).
Холодная вода, напротив, подаётся снизу, при этом на конце штуцера установлен рассекатель (5), в результате чего поступающая вода как бы «стелется» по дну ёмкости. Нагревательный элемент также расположен внизу. В результате за счёт естественной конвекции осуществляется постепенное увеличение температуры по высоте ёмкости, и уже нагретая вода не смешивается с холодной.
Для случаев, когда постоянная подача воды отсутствует, предусмотрены особые водонагреватели без теплоизоляции. Частным случаем таких баков являются так называемые электрокипятильники.

### Расчёты
Определить время нагрева воды в ёмкостном водонагревателе можно, пользуясь стандартными физическими формулами расчёта   мощности как скорости изменения энергии:
- {\displaystyle c={\frac {Q}{m\Delta T}}}, где {\displaystyle c} — удельная теплоёмкость воды, равна 4183 Дж·кг−1·K−1; {\displaystyle Q} — количество теплоты, полученное веществом при нагреве, Дж; {\displaystyle m} — масса нагреваемой воды, кг (с хорошей точностью равная её объёму в литрах); {\displaystyle \Delta T=T_{2}-T_{1}} — разность конечной и начальной температур вещества (T2 — температура нагретой воды, °C T1 — исходная температура холодной воды, °C).
- {\displaystyle N={\frac {Q}{\tau }}}, где {\displaystyle N} — мощность нагрева, Вт; {\displaystyle \tau } — промежуток времени, за который происходит нагрев, сек.
- Для больших объёмов и незначительной мощности нагревательного элемента, а также в ёмкостях без теплоизоляции важным может оказаться параметр теплопотерь, выражаемый в кВт·ч/сутки. Эта величина заявлена в технической документации к изделию. Её необходимо перевести в единицы СИ, то есть Вт. (умножить на 1000/24 = 41,666…) и вычесть из электрической мощности нагревательного элемента: {\displaystyle N=~N_{full}-~{\frac {1000}{24}}*Q_{c}}, где {\displaystyle N_{full}} — мощность нагревательного элемента, Вт; {\displaystyle Q_{c}} — тепловые потери водонагревательной ёмкости, кВт·ч/сутки. Поскольку в бытовых водонагревателях ёмкостью до 1000 л тепловые потери не превышают 1,5 кВт·ч/сут. (62 Вт), теплопотерями обычно пренебрегают.

Итоговый вариант для расчётов выглядит так:
{\displaystyle \tau ={\frac {cm(T_{2}-T_{1})}{N_{full}-{\frac {1000*Q_{c}}{24}}}}}
Эта универсальная формула может дать ответы на распространённые вопросы, возникающие при подборе и эксплуатации водонагревателей, такие, как:
- Сколько времени потребуется для нагрева воды в бойлере до определённой температуры?
- Какая мощность нагревательного элемента сможет обеспечить требуемую скорость нагрева?
- Какой объём водонагревательной ёмкости нужен для комфортного обеспечения потребностей?

Для ответа на этот вопрос использовать выведенное из универсальной формулы выражение (поскольку требуется не кипяток, а разбавленная вода):  {\displaystyle {cm}_{2}(~T_{3}-~T_{2})+~{cm}_{1}(~T_{3}-~T_{1})=0}, где индексы 1, 2 и 3 обозначают холодную, нагретую в бойлере и смешанную воду соответственно.

#### Бытовые расчеты
В быту можно пользоваться также:
- производной от описанной формулы фразой: 1 кВт за 1 час нагревает 860 литров воды на 1 К;
- адаптированной эмпирической формулой, по которой время {\displaystyle t} (в часах), необходимое для полного нагрева воды в баке накопительного водонагревателя, определяется следующим образом: {\displaystyle t=0,00116{\frac {V(T_{2}-T_{1})}{W}}}

где {\displaystyle V} — объём бака (л); {\displaystyle T_{2}} — температура нагретой воды (обычно 60 °C); {\displaystyle T_{1}} — исходная температура холодной воды;  {\displaystyle W} — электрическая мощность нагревательного элемента (кВт).

### Преимущества
- Практически неограниченное количество горячей воды, расходуемой в единицу времени, то есть возможность запитать от одного бака любое количество точек разбора горячей воды. Количество водоразборных точек, обслуживаемых одновременно, ограничено лишь пропускной способности трубы.
- Низкая потребляемая мощность (от 0,5 кВт); хотя общие затраты электроэнергии чуть больше, чем для проточных, потому что сравнительно небольшая мощность потребляется за значительно большее время и часть тепла теряется при теплопотерях.
- Возможность установки в квартирах с недостаточно мощной электропроводкой;
- Менее строгие требования к защитной автоматике.
- Возможность нагрева воды в ночное время, когда действуют льготные тарифы, с дальнейшим её потреблением днём. Впрочем, данная автоматическая опция, хоть и присутствует во многих импортных водонагревателях, с нашими сетями не работает из-за несовпадения кодового сигнала начала ночного тарифа; поэтому в России нагрев по ночному тарифу возможен по большей части лишь «в ручном режиме».
- Отсутствие пиковых нагрузок на электросеть, равномерное энергопотребление в течение продолжительного времени.
- В отличие от проточного, работает даже при низком давлении в водопроводе.

### Недостатки
- Ограниченность ресурса горячей воды;
- Необходимость размещения громоздкого бака;
- Необходимость подсоединения к канализации или иному источнику для сброса воды;
- Невозможность мгновенного получения горячей воды;
- Потери тепловой энергии в течение периода ожидания нагрева бака, а также после нагревания воды, если её потребление откладывается;
- Необходимость регулярной проверки состояния анода и очистки от накипи.

## Проточные электроводонагреватели
В проточных водонагревателях (в просторечии «проточники») размер бака сильно уменьшен, так что нагревательная ёмкость представляет собой узкую трубку. Это приводит к быстрому прогреву воды за то время, пока она протекает через нагревательную ёмкость.
Такие водонагреватели имеют заметно более высокую мощность, так, только для принятия душа нужна мощность не менее 6—8 кВт, а для полноценного снабжения горячей водой индивидуального жилого дома — 15−20 кВт. Однако более высокая мощность не означает большего потребления электроэнергии, поскольку такой водонагреватель работает сравнительно небольшое время, ведь ему не нужно прогревать целый бак. Опасность перерасхода энергии возникает только в том случае, если потребитель относится к потреблению горячей воды небрежно, не закрывая кран в моменты, когда она непосредственно не нужна.
В качестве нагревательного элемента могут использоваться ТЭН или неизолированная спираль.
К преимуществам неизолированной спирали относят, в первую очередь, невозможность отложения на ней солей жёсткости из-за того, что в процессе нагревания она подрагивает, не давая возможности частичкам накипи оседать. Главным же недостатком является высокая чувствительность к воздушным пробкам, поэтому спиральные модели желательно дополнять (при отсутствии встроенной) защитой от сухого хода.

### Разновидности
Существуют проточные водонагреватели закрытого (напорные) и открытого (безнапорные) типов. Смысл этих терминов такой же, как и у ёмкостных моделей. Проточники закрытого типа могут снабжать несколько водоразборных точек, при этом расширительный бак и группа безопасности не требуются. Проточники открытого типа могут снабжать горячей водой только одну водоразборную точку с использованием спецсмесителя. Компактные водонагреватели, устанавливаемые вместо смесителей в раковины или мойки, также относятся к проточным водонагревателям открытого типа. 
Несмотря на то, что проточники закрытого типа способны работать с обычными смесителями любой конструкции, всё же рекомендуется осуществлять водоразбор посредством только крана горячей воды двухвентильного смесителя, поскольку это помогает, во-первых, экономить электроэнергию (отсутствует подмес холодной воды, а, значит, неоправданный нагрев), а во-вторых, позволяет избежать чрезмерно маленького протока через водонагреватель (через водонагреватель проходит весь проток, а не его часть). При использовании однорычажного смесителя всегда существует некоторый проток, проходящий в излив крана через холодную трубу, то есть в обход проточника.
Модели проточных водонагревателей с гидравлическим управлением обычно имеют несколько ступеней мощности, включаемых вручную. Регулирование температуры на каждой ступени в таких моделях осуществляется изменением расхода воды.
Модели с электронным управлением имеют терморегулятор, изменяющий  мощность нагрева в зависимости от протока и температуры входящей воды. Если проток слишком велик для достижения установленной температуры, некоторые электронные модели просто работают на полную мощность, иногда сообщая реальную температуру. Другие начинают ограничивать проток до такой величины, чтобы вода все же смогла прогреться до установленной температуры (этот вариант присутствует лишь в трёхфазных моделях).
Включение нагревательного элемента происходит в момент водоразбора на основании сигналов от датчиков протока («по трубке с нагревательным элементом протекает вода») и температуры («протекающая вода холодная, температура ниже установленной»). Выключение нагревательного элемента происходит сразу после окончания водоразбора либо в случае перегрева.
Электрические проточные водонагреватели выпускаются в вариантах подключения как к однофазной (220В), так и для трёхфазной (380В) электросети. Водонагреватели для однофазной сети имеют небольшую мощность, не выше 10 кВт, в связи с ограничениями на максимальную нагрузку в электросети. Если же водонагревательная установка предназначена для подключения к трёхфазной сети, то её мощность может достигать 12—30 кВт.
Следует помнить, что стандарты напряжений в России и странах СНГ несколько отличаются от европейских стандартов, поэтому мощность, указанная на импортной технике, должна быть соответствующим образом скорректирована, лишь после этого можно получить представление о реальной мощности прибора. Скажем, нагреватель номинальной мощностью 10 кВт, рассчитанный на стандартное в большинстве стран ЕС сетевое напряжение 230 В, при подключении в российскую сеть 220 В выдаст мощность 10×(220/230)²≈9,15 кВт, то есть на 8,5 % меньше номинальной.

### Расчёты
Максимальный поток воды V (л/мин) из проточного электроводонагревателя заданной мощности W (кВт) (либо из смесителя, где она смешивается с холодной водой) можно рассчитать по формуле:
{\displaystyle V=14,3{\frac {W}{T_{2}-T_{1}}}}
где T2 — температура получаемой воды, T1 — температура воды на входе водонагревателя.
Для грубой оценки мощности водонагревателя по расходу воды (или, наоборот, расхода по мощности) при нагреве воды примерно на 25—30 °C можно принять, что мощность в кВт вдвое больше расхода воды в л/мин. Например, при принятии душа с расходом воды в 10 литров воды в минуту водонагревателю потребуется мощность 20 кВт.
Примерно оценить мощность водонагревателя можно по таблице:
| Мощность, кВт | Назначение                                         |
| ------------- | -------------------------------------------------- |
| 4−6           | мытьё рук, посуды                                  |
| 6−8           | принятие душа                                      |
| 10−15         | мойка + душ                                        |
| 15−20         | принятие ванны, водоснабжение индивидуального дома |

### Преимущества
- Возможность получить неограниченное количество горячей воды без предварительного прогрева;
- Компактность;
- Низкий процент потерь тепловой энергии, экономия, связанная с отсутствием постоянного резервного подогретого объёма;
- Отсутствие риска, связанного с потерей питьевого качества, размножения бактерий и других проблем, связанных с длительным застоем воды.

### Недостатки
- Невозможность получить большой поток горячей воды в единицу времени при приемлемых мощностях нагревателя, для стандартной квартиры с двумя одновременно работающими водоразборными точками однофазная модель уже не подойдёт;
- Невозможность так называемого «горячего старта» — нагревательному элементу требуется несколько секунд для прогрева, в течение которых вода будет идти холодная;
- Трудности, связанные с поддержанием постоянной температуры (электронные модели в некоторой степени лишены этой проблемы);
- Необходимость поддержания достаточного протока для работы прибора, жёсткие требования к минимальному давлению на входе;
- Высокая мгновенная потребляемая мощность, что вызывает дополнительные расходы при монтаже (прокладка отдельного силового кабеля, получение разрешений);
- Необходимость использования силового ввода;
- Неизбежные пиковые нагрузки на электросеть в определённые часы суток, вероятность перекоса фаз при просчётах в системе электроснабжения;
- Невозможность организации системы рециркуляции из-за того, что при отсутствии водоразбора нагревательный элемент не работает;
- Более низкие максимальные температуры — для водонагревателя проточного типа максимально возможная температура нагрева не превышает 55—60 °C, тогда как накопительные бойлеры могут нагревать воду до 85 °C, или даже до 99 °C (электрокипятильник).